# Principe germanico
Il principe germanico, indicato dalle fonti latine con i termini equivalenti rex ("re") e princeps ("principe") originariamente aveva tre funzioni principali. 
1. Giudice nelle assemblee popolari
2. Sacerdote nei sacrifici (Blót)
3. Condottiero nelle battaglie

L'ufficio era ereditario, ma, soprattutto, era una questione di sangue: tutto il casato era regale. Tacito, nel suo "Germania", ricorda che, a differenza dei capi di guerra temporanei, liberamente scelti per il proprio valore, presso i Germani i re erano tratti unicamente da alcune famiglie nobili, vale a dire famiglie dotate di ereditarietà sacra.
Scriveva, il goto Atalarico al Senato romano: "Come colui che nasce da voi è detto d'origine senatoria, così colui che esce dalla famiglia degli Amali, davanti alla quale si offusca ogni nobiltà, è degno di regnare".
I germani non concepivano la primogenitura.

Procopio, nel De bello Gothico ci racconta che la tribù degli Eruli perse il proprio re: l'ultimo rampollo venne trucidato dai propri sudditi. Questi stessi sudditi mandarono ambasciatori in patria (a Thulé, forse in Scandinavia) per chiedere un rappresentante di quello stesso sangue reale.

Il primo prescelto morì durante il viaggio, ma gli ambasciatori non si persero d'animo e tornarono indietro per condurne ai campi di battaglia un altro.
Frattanto gli Eruli, stanchi di aspettare, avevano finito col mettere alla loro testa uno dei loro, designato solo dal suo valore individuale. Non osando eleggerlo essi stessi, chiesero all'imperatore romano di nominarlo. Ma quando giunse l'erede legittimo, nonostante fosse a tutti sconosciuto, in una notte tutto il popolo si schierò con lui.
Questo il significato di "Re dei Germani".

## Etimologia
Il nome derivava dal Proto-germanico *kun-ing-az. La seconda parte del composto -ing significa chiaramente "discendente", mentre la prima parte sembra essere il grado zero di una radice indoeuropea *gn- indicante l'idea di "nascita" (ma per estensione "generazione", "famiglia", "stirpe"; cfr. gr. γίγνομαι, lat. gigno, sscr. ajananta); da questa radice deriva in germanico comune *kun-ja da cui inglese moderno kin. 
Sembra dunque che il primo significato sia quello di "discendente da (nobile) stirpe", il che si spiega bene alla luce di quanto detto da tacito nella Germania (cap. 7): Reges ex nobilitate, duces ex virtute sumunt ("scelgono i re in base alla nobiltà, i condottieri in base al valore"). Affine alla questione di chi fossero i re per le antiche stirpi germaniche è dunque quella di chi fossero questi duces, che presso alcune popolazioni, come quelle dei Longobardi, agiscono spesso in gran libertà, non come semplici condottieri, ma come capi territoriali.
Un'altra tesi vorrebbe far derivare questo termine dalla radice germanica *kwen-ō "donna (nobile?)", attraverso un grado zero della radice germanica *kwn-, ipotizzando così che *kuningaz originariamente si riferisse ad un uomo legato ad una dèa o donna divinizzata. 
Resta forse più semplice ipotizzare un collegamento indoeuropeo tra la parola per "stirpe" e quella per donna (intesa come "colei che perpetua la stirpe").
Le forme moderne di *kuningaz sono:
- Lingua olandese: koning
- Lingua inglese: king
- Lingua tedesca: König
- Lingua islandese: konungur
- Lingua norvegese/Lingua danese: kong o konge
- Lingua svedese: kung o konung

Il termine venne anche assorbito da altre lingue non-Germaniche:
- Lingua finlandese/Lingua estone: kuningas
- Lingua lituana: kunigaik-
- Lingua lettone: kenins
- Lingua russa: knyaz
- Lingua sami: gonagas o konagas

Diverse altre Lingue indo-europee antiche e recenti usano derivati da un'altra radice, da cui deriva il verbo italiano "reggere" (nel senso originario di "governare"), come il latino rex, o la Lingua sanscrita rājan e la Lingua irlandese rí). 
Proprio dal celtico antico deriverebbe, secondo gli studiosi, la radice *rik- presente nelle lingue germaniche con il valore di "ricchezza, potere (anche, ma non esclusivamente, regale)", altrimenti non si spiegherebbe l'esito germanico *ī a partire da *ē indoeuropea, e se ne è tratta la conclusione che i Germani abbiano conosciuto l'istituto della regalità attraverso i Celti.